# کیک‌بوکسور آمریکایی
کیک‌بوکسور آمریکایی (انگلیسی: American Kickboxer) یک فیلم ورزشی و رزمی محصول سال ۱۹۹۱ آفریقای جنوبی-آمریکا به کارگردانی فرانس نل و نویسندگی امیل کولب است.
- قسمت دوم این فیلم در سال ۱۹۹۳ با عنوان به سمت مرگ منتشر شد، در همان سال فيلمی با عنوان کیک‌بوکسور آمریکایی ۲ منتشر شد، ولی با وجود عنوان برابر داستان فیلم‌ها به‌هم مربوط نمی‌باشند.

## ساخت
این فیلم در اواخر سال ۱۹۹۰ در آفریقای جنوبی فیلمبرداری شد، زمانی که فیلم‌های هنرهای رزمی برای فیلمبرداری در آنجا به دلایل بودجه محبوب شدند. اعتقاد بر این است که فیلم با وجود لوکیشن آفریقای جنوبی و بازیگران مکمل داستان در کالیفرنیا می‌گذرد.

## انتشار
این فیلم در ۱ مارس ۱۹۹۱ در آفریقای جنوبی اکران شد. این فیلم هرگز در ایالات متحده اکران نشد، اما شرکت گروه کانن فیلم را در ۲۴ ژوئیه ۱۹۹۱ به صورت ویدیوی خانگی منتشر کرد. در سال ۲۰۲۲، سرویس استریم تی‌وی به مناسبت سی امین سالگرد فیلم، مالکیت رمز غیرمثلی کیک بوکسر آمریکایی را منتشر کرد.